# Giuseppe Merenda
Giuseppe Merenda (Forlì, 1687 – Forlì, 1767) è stato un architetto italiano, di scuola forlivese, il cui stile presenta una fase di passaggio fra il barocco ed il più leggiadro barocchetto.

## Biografia

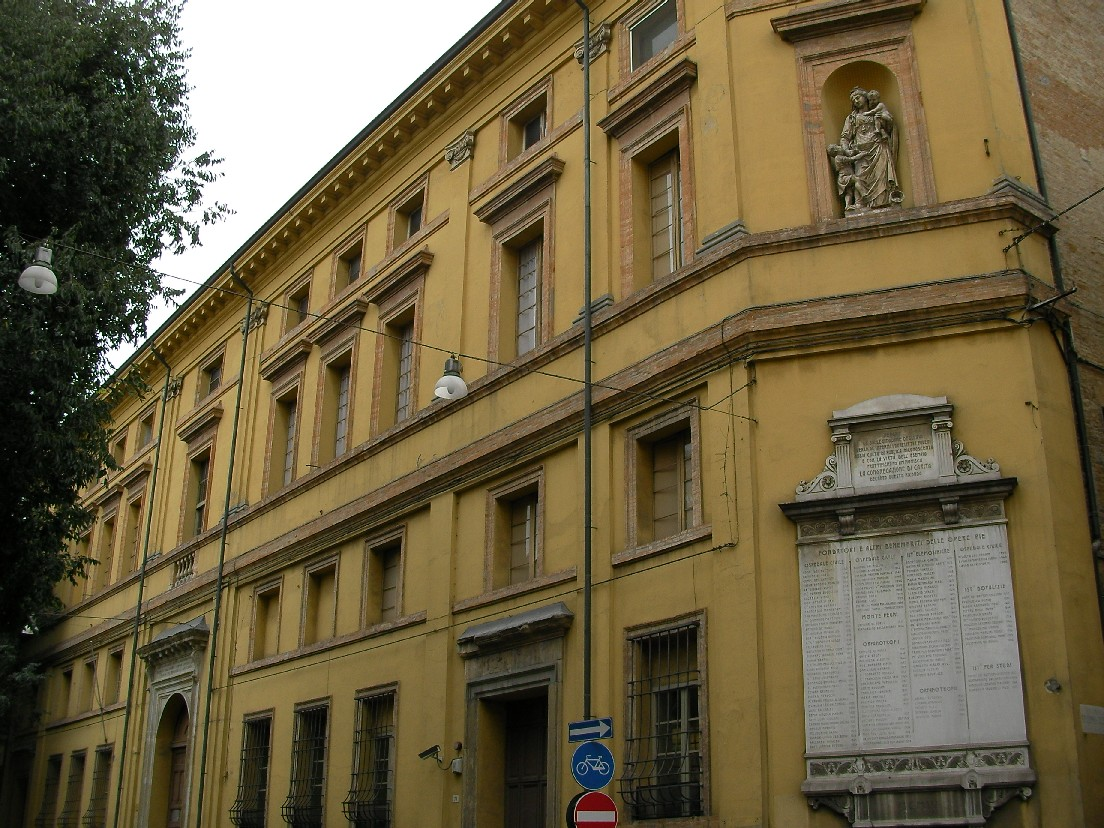
Forlì, il Palazzo del Merenda o dell'Antico Ospedale

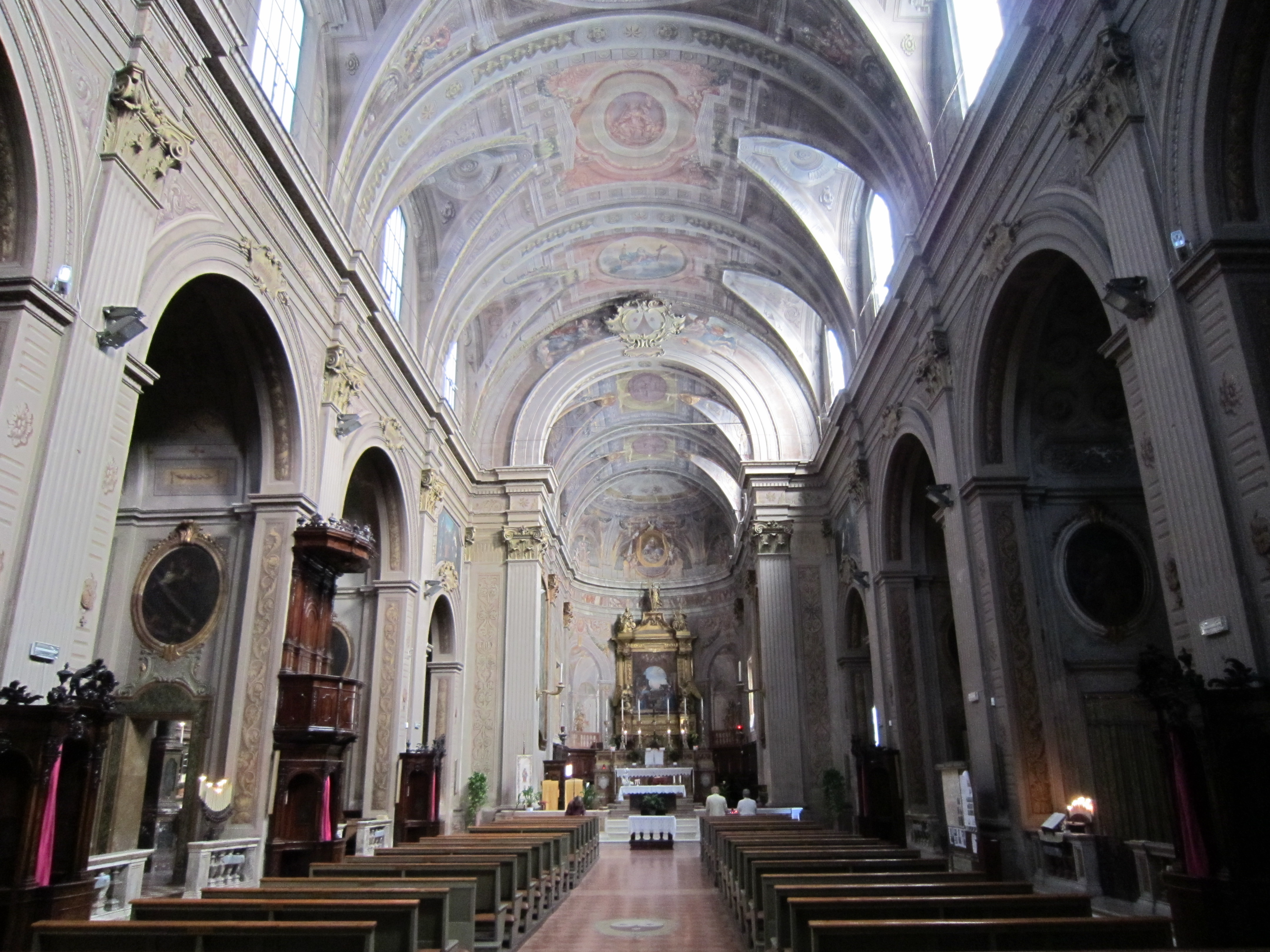
Forlì, la Chiesa del Carmine, interno

### La famiglia
Giuseppe Merenda, o Giuseppe Merenda Salecchi, discendente dall'antica famiglia forlivese dei Merenda, è figlio di Fabrizio e della contessa Maddalena Salecchi di Faenza, ultima erede del proprio casato. Assumendone l'eredità, i Merenda cominciano a chiamarsi Merenda Salecchi. Giuseppe ha come fratelli Paolo e Cesare.

### Da Forlì a Malta
Dopo una prima formazione nella bottega forlivese del pittore Carlo Cignani, Giuseppe studia matematica ed architettura a Bologna.
Fra il 1710 ed il 1712, Giuseppe Merenda, ormai Cavaliere di Giustizia del Sovrano Militare Ordine Ospedaliero di San Giovanni di Gerusalemme, è a Malta. Ha così l'occasione di viaggiare per il Mediterraneo, visitando le coste dell'Italia meridionale, della Sicilia, dell'Africa e della Spagna. Si dedica a rilievi cartografici ed architettonici.

### A Roma
Nel 1713, si reca a Roma, dove rimane fino al 1715. Vi ottiene la carica di coppiere del cardinale Wolfgang Hannibal von Schrattenbach: ha così modo di diventare amico dell'antiquario tedesco Philipp von Stosch.
A Roma, conosce anche Filippo Juvarra.

### Interludio forlivese
Del 1716 è il ritorno a Forlì, dove il Merenda comincia ad operare come architetto.
A lui si deve (1720) la realizzazione dell'Ospedale della Casa di Dio (attuale Biblioteca comunale), sempre a Forlì. Come nota Elisabetta Landi, il progetto riprende la tipologia dell'ospedale gerosolimitano de la Valletta, ossia la Sacra Infermeria.
Il suo intervento si può vedere anche nella Chiesa di Sant'Antonio Abate in Ravaldino, per la quale modifica un precedente progetto dell'architetto faentino Carlo Cesare Scaletti, che era stato chiamato a Forlì, proprio per tale lavoro, da Fabrizio Merenda.
Del Merenda è anche il progetto della cappella interna del Palazzo dei Signori della Missione.

### Di nuovo a Malta
Nel 1723 il gran maestro António Manoel de Vilhena lo richiama a Malta, per la progettazione di opere di fortificazione.

### Il fratello Cesare
Nello stesso anno, il fratello Cesare (Forlì, 1700 - Roma 1754), dottore in utroque iure, si trasferisce a Roma come uditore del cardinale Francesco Borghese.
Cesare e Giuseppe si dedicano alla costituzione di un'importante raccolta di opere d'arte.

### Gli ultimi anni
Infine Giuseppe Merenda rientra a Forlì, per trascorrervi gli ultimi anni di vita.

## Opere
A Forlì:
- la Chiesa di Sant'Antonio Abate in Ravaldino
- l'Ospedale della Casa di Dio per gli Infermi, oggi conosciuto come Palazzo dell'Antico Ospedale o Palazzo del Merenda, forse la sua opera più significativa.
- la Chiesa del Carmine.
- la Chiesa di Santa Maria della Visitazione o Chiesa del Suffragio (attribuita).
- l'interno della Chiesa di San Giacomo Apostolo dei Domenicani (attribuito).